# Hiro H2H
Hiro H2H (hay Tàu bay Hải quân Kiểu 89) là một loại tàu bay tuần tra của Nhật Bản trong thập niên 1930.

## Tính năng kỹ chiến thuật
Dữ liệu lấy từ Japannese Aircraft 1910-1941 
Đặc điểm tổng quát
- Kíp lái: 6
- Chiều dài: 16,28 m (53 ft 5¼ in)
- Sải cánh: 22,14 m (72 ft 7¾ in)
- Chiều cao: 6,13 m (20 ft 1¼in)
- Diện tích cánh: 120,5 m² (1.297 sq ft)
- Trọng lượng rỗng: 4.368 kg (9.629 lb)
- Trọng lượng có tải: 6.500 kg (14.330 lb)
- Động cơ: 2 × Hiro Type 14, 550 hp (410 kW)  mỗi chiếc

 Hiệu suất bay 
- Vận tốc cực đại: 192 km/h (104 knot, 119 mph)
- Vận tốc hành trình: 130 km/h (70 knot, 80.5 mph) trên độ cao 1.000 m (3.300 m)
- Trần bay: 4.320 m (9.840 ft)
- Thời gian bay: 14,5 giờ
- Leo lên độ cao 3.000 m (14.100 ft): 19 phút

Trang bị vũ khí

- Súng: 4× súngm áy 7,7 mm
- Bom: 2 quả bom 250 kg (550 lb)